# Shiritsu
Shiritsu (私立！美人坂女子高校, Shiritsu! Bijinzaka joshi kōkō), sous-titré Girls girls girls, est un shōjo manga de Mayumi Yokoyama en 3 volumes, prépublié dans le magazine japonais Betsucomi puis édité au Japon aux éditions Shōgakukan en 2003 et en français aux éditions Panini Manga.

## Résumé
L'infernale En Nonomiya vient de se faire renvoyer de son précédent lycée et se trouve inscrite de force dans un lycée privé pour jeunes filles de bonne famille...A peine arrivée,elle se retrouve rapidement mêlée à des baguarres!!Commence alors une nouvelle vie pleine de surprises pour notre héroïne 100% motivée!